# Nuno Resende (hockeista su pista)
Nuno André de Castro Resende, meglio noto come Nuno Resende (São João da Madeira, 17 luglio 1975), è un allenatore di hockey su pista ed ex hockeista su pista portoghese.

## Palmarès

### Giocatore

#### Club

##### Titoli nazionali
- Coppa del Portogallo: 3

Oliveirense: 1996-1997, 2010-2011, 2011-2012 

##### Titoli internazionali
- Coppa CERS/WSE: 1

Oliveirense: 1996-1997

### Allenatore

#### Club

##### Titoli nazionali
- Supercoppa italiana: 2

Amatori Lodi: 2016, 2018
- Campionato italiano: 2

Amatori Lodi: 2016-2017, 2017-2018
- Supercoppa del Portogallo: 2

Benfica: 2022, 2023
- Campionato portoghese: 1

Benfica: 2022-2023
- Elite Cup: 1

Benfica: 2023